# Prisión de Sugamo
La prisión de Sugamo (en japonés: 巢鴨拘置所) estaba ubicada en el distrito de Ikebukuro, que ahora es parte del barrio de Toshima en Tokio, Japón. La Prisión de Sugamo fue construida originalmente en 1895, tomando como modelo el estilo de las prisiones de Europa.
Para la década de 1930 se hizo conocida por los "presos políticos" que albergaba, incluyendo a muchos comunistas y otros disidentes que cayeron bajo las leyes de conservación de la paz en los años 1930 y 1940. Espías aliados también fueron encarcelados allí, incluyendo al espía soviético Richard Sorge, que fue ahorcado en la prisión el 7 de noviembre de 1944.
Tras el fin de la ocupación aliada de Japón, la prisión de Sugamo pasa al control del gobierno civil japonés. La mayoría de los "criminales de guerra" restantes fueron indultados o quedaron en libertad condicional por decisión del gobierno. Al acabar la Segunda Guerra Mundial fueron ejecutados e incinerados allí 7 mandos del Ejército Imperial Japonés. En 1962 su función como cárcel terminó. En 1971 fueron demolidas las antiguas instalaciones, siendo construida en su lugar la torre Sunshine 60.